# Sint-Vaastkerk (Stegers)
De Sint-Vaastkerk (Frans: Église Saint-Vaast) is de parochiekerk van de gemeente Stegers in het Franse Noorderdepartement.

## Geschiedenis
Op deze plaats stond een kerk van 1858, ontworpen door Charles Leroy. Deze kerk werd verwoest tijdens de Eerste Wereldoorlog en op de plaats daarvan werd een nieuwe kerk gebouwd, ontworpen door Georges Dumas. De kerk werd beschadigd tijdens de bombardementen van 25 en 26 mei 1940. In 1952 waren de herstelwerkzaamheden voltooid en kon de kerk weer in gebruik worden genomen.

## Gebouw
Het betreft een driebeukige neogotische bakstenen hallenkerk. Hij is 76 meter lang en 29 meter breed. De spits van de voorgebouwde toren is 76,7 meter hoog. De beeldhouwwerken, onder meer in het timpaan, werden vervaardigd door Robert Coin.